# Daguangxian
Le daguangxian (chinois simplifié : 大广弦 ; chinois traditionnel : 大廣弦 ; pinyin : dàguǎngxián ; litt. « grande corde large ») est un instrument de musique à deux cordes frottées chinois, utilisant un archet et classé dans la famille des huqin, tenu sur les genoux et joué debout. Il est principalement utilisé à Taïwan et dans le Fujian, parmi les peuples parlant les langues Hakka et Min Nan.
Il est aussi appelé datongxian (« instrument à grand tube »), guangxian (广弦, « corde large ») ou daguanxian (大管弦, « corde à grand tube »).

## Description
Naguère, le daguangxian se fabriquait avec le bois du pandanus tectorius, un arbre ancien de gros diamètre en provenance de Taïwan, où il est connu sous les noms de « lintou » (林投, líntóu) ou de « ludoushu » (露兜树, lùdōushù). L' exploitation intensive du lintou a fait qu'il a été remplacé par le bambou.
Le corps de l'instrument, qui mesure quinze centimètres, et le pont sont donc fabriqués avec un bambou particulier, le phyllostachys aurea en provenance de la Chine. Le caisson est renforcé par des bandes métalliques. Pour en augmenter le timbre et la résonance, il lui est adjoint une sorte de sifflet taillé dans des bois locaux (cyprès rouge de Taïwan ou parasol chinois). Deux types de cordes sont utilisées, les cordes en acier qui donnent un son métallique, alors que les cordes en soie ont des sonorités plus douces. La tête est symétrique, courbée comme une figure humaine.

## Jeu
Le daguangxian est un instrument à cordes de basse avec une grande caisse de résonance et un registre grave, spécifique à Taïwan. La  sobriété de sa tonalité exprime au mieux des chants tristes. Aussi, il  est généralement utilisé pour interpréter les mélodies mélancoliques et pour exprimer les chansons empruntées de tragédie. La dureté et la légèreté des matériaux qui le composent confèrent aux mélodies l'illusion de gémissements et de pleurs. Le daguangxian ne possède qu'un seul registre.
Des instruments similaires figurent également dans les traditions musicales des pays voisins, tels que le Cambodge, la Corée, le Japon, le Kirghizistan, le Laos, la Mongolie, la Thaïlande et le Vietnam.